# Jeff Foxworthy
Jeffrey Marshall Foxworthy (Atlanta, 6 september 1958) is een Amerikaanse acteur, auteur en komiek.

## Levensloop
Foxworthy is lid van de Blue Collar Comedy Tour, met Larry the Cable Guy, Bill Engvall en Ron White. Foxworthy staat bekend om zijn "You might be a redneck" oneliners en heeft zes comedyalbums van grote labels uitgebracht. Zijn eerste twee albums werden elk drievoudig platina gecertificeerd door de Recording Industry Association of America. Hij heeft verschillende boeken geschreven op basis van zijn redneck-grappen, evenals een autobiografie getiteld No Shirt, No Shoes ... No Problem!
Hij heeft ook verschillende ondernemingen op televisie gemaakt, te beginnen in het midden van de jaren negentig met zijn eigen sitcom genaamd The Jeff Foxworthy Show. Hij is ook samen met Engvall en Larry the Cable Guy verschenen in verschillende Blue Collar-televisiespecials, waaronder Blue Collar TV voor The WB. Hij heeft ook spelprogramma's gepresenteerd, als Are You Smarter than a 5th Grader?

## Filmografie

### Films
| Jaar | Titel                   | Rol              | Opmerkingen |
| ---- | ----------------------- | ---------------- | ----------- |
| 2005 | Racing Stripes          | Reggie           | Stem        |
| 2006 | The Fox and the Hound 2 | Lyle             | Stem        |
| 2008 | Cher Ami... ¡y yo!      | Linberg          | Stem        |
| 2011 | The Smurfs              | Knutselsmurf     | Stem        |
| 2013 | The Smurfs 2            | Knutselsmurf     | Stem        |
| 2013 | Crackerjack             | Verteller        |             |
| 2013 | Farm House 81           | Charlie Horse    | Stem        |
| 2016 | Ozzy                    | Grunt            | Stem        |
| 2017 | Bunyan and Babe         | Babe the Blue Ox | Stem        |

### Televisieseries
| Jaar | Titel            | Rol                   | Opmerkingen                            |
| ---- | ---------------- | --------------------- | -------------------------------------- |
| 1996 | Cybill           | Lyle Clocum           | Aflevering "Pal Zoey"                  |
| 2005 | Reno 911!        | Fast Eddie McClintock | Aflevering "Fastest Criminal in Reno"  |
| 2012 | Phineas and Ferb | Southern Meap         | Aflevering "Meapless in Seattle", stem |